# Mão do homem morto

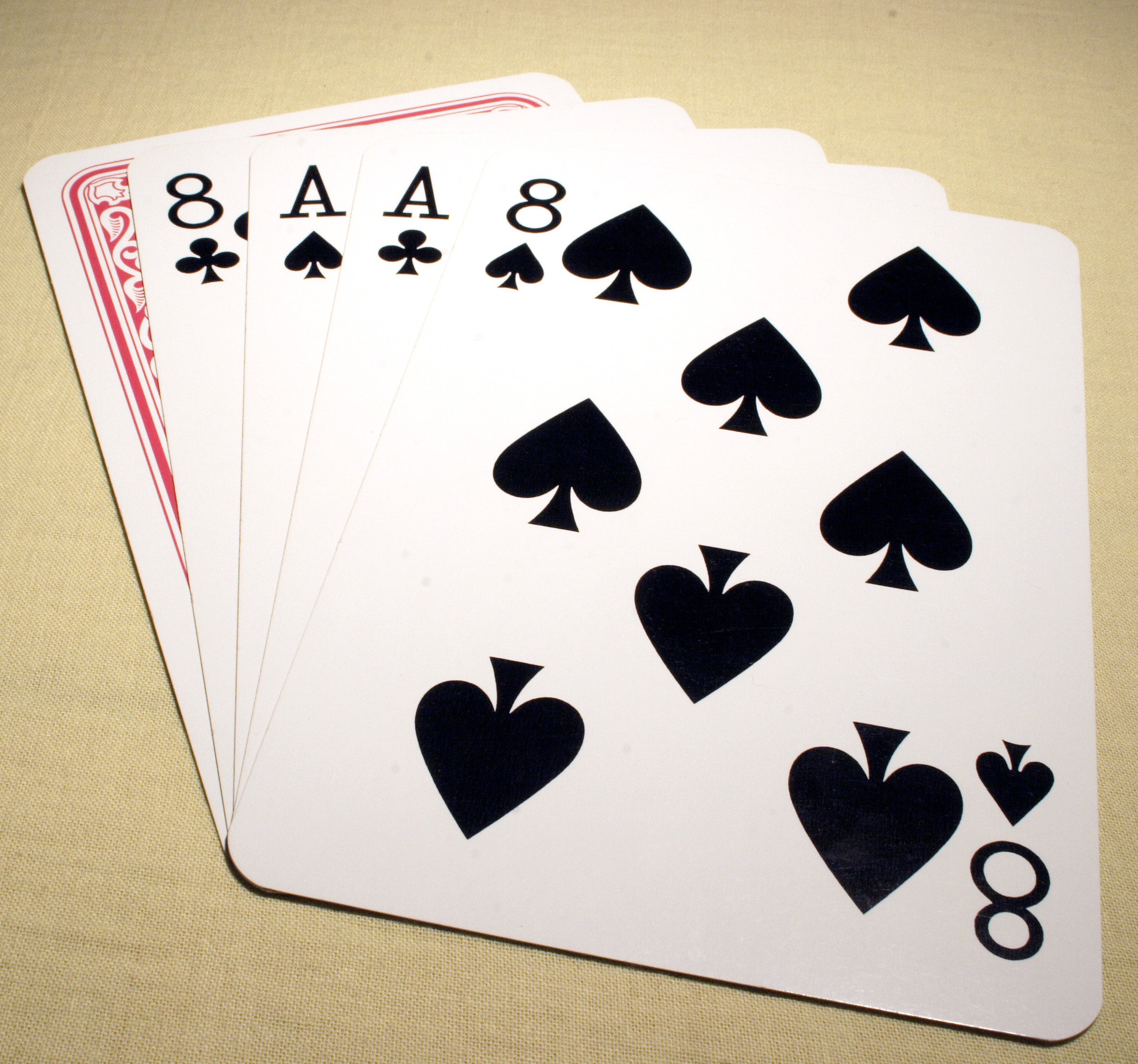
A mão do Homem morto.

Mão do Homem Morto é uma mão no pôquer. Trata-se de um par de ases e um par de oitos, ambos pretos, que é tradicionalmente, por superstição, considerada jogada que dá azar por ser estatisticamente muito improvável ganhar com essa mão.

## Origem
Em 2 de agosto de 1876, o jogador de pôquer profissional, pistoleiro e advogado James Butler Hickok, conhecido como “Wild Bill Hickok” foi até um saloon na cidade de Deadwood, no Território de Dakota, para faturar uns dólares em cima dos locais. Infelizmente, para ele, não achou uma cadeira vaga de costas para a parede e de frente para a porta, onde costumava sentar-se por precaução.
Interessado no jogo, ele se contentou com uma cadeira de costas para a porta. Logo após receber um par de ases e um par de oitos, todos pretos, um colega de profissão seu, Jack McCall, se aproximou por trás e o fuzilou na nuca. Wild Bill caiu silenciosamente no solo sem soltar as cartas que estavam em seus dedos, que ficaram conhecidas desde então como a "Mão do Homem Morto" roda como superstição que caso um jogador caia em um jogo de pôquer com essa mão, ou você pode ganhar o jogo ou tomar um tiro na nuca.
Como ele era uma espécie de celebridade no Velho Oeste, os jornais publicaram várias matérias falando do sujeito e do jogo, com ênfase nas cartas em sua mão, que se tornariam sinal de mau presságio.